# カーティス・シグペン
カーティス・シグペン（Curtis Barnard Thigpen , 1983年4月19日 - ）は、アメリカ合衆国テキサス州ダラス出身の野球選手。右投げ右打ち。

## 経歴

### プロ入り - ブルージェイズ時代 (2004 - 2008)
2004年6月7日に、ドラフト2巡目でトロント・ブルージェイズから指名され、7月9日に契約を結んだ。プロ入り後、マイナーリーグA-級のオーバーン・ダブルデイズに配属され、45試合に出場。打率.301・7本塁打・29打点・1盗塁・OPS0.908という打撃成績を残した。また、守備面では32試合でキャッチャーのポジションに就き、3失策・守備率.990という成績を残した。
2005年は、AA級のニューハンプシャー・フィッシャーキャッツとA級のランシング・ラグナッツの2階級でプレー。ニューハンプシャーでは39試合に出場し、打率.284・4本塁打・15打点・OPS0.765という打撃成績と、30試合のキャッチャー守備で2失策・守備率.994・盗塁阻止率39%という守備成績を記録。そして、ランシングでは79試合の出場で、打率.287・5本塁打・35打点・5盗塁・OPS0.810という打撃成績と、60試合のキャッチャー守備で7失策・守備率.986・盗塁阻止率40%という守備成績を残した。
2006年も前年に引き続き、2チームでプレー。シラキュース・スカイチーフス (AAA級) では13試合に出場し、打率.264・1本塁打・9打点・OPS0.681を記録。また、守備成績は、13試合のキャッチャー守備で1失策・守備率.990・盗塁阻止率7%だった。もう1チームはニューハンプシャーで、こちらでは87試合に出場して打率.259・5本塁打・36打点・5盗塁・OPS0.790という打撃成績、73試合のキャッチャー守備で7失策・守備率.987・盗塁阻止率27%という守備成績を残した。また、同年はアリゾナ・フォールリーグでもプレー。フェニックス・デザートドッグスで23試合に出場し、打率.307・2本塁打・21打点・1盗塁・OPS0.892という成績を残した。
2007年は、6月6日のタンパベイ・デビルレイズ戦でメジャーデビューを果たした。メジャー初打席で、スコット・カズミアーからヒットを放った。最終的には47試合に出場して、打率.238・11打点・2盗塁・OPS0.581という成績を残した。また、守備面では22試合でキャッチャーの守りに就き (うち14試合が先発出場) 、無失策・DRS0・盗塁阻止率36%を記録したほか、一塁手としても14試合で守りに就いた。なお、同年はシラキュースでも50試合に出場しており、こちらでは打率.285・3本塁打・20打点・1盗塁・OPS0.739という成績を残した。守備面では、キャッチャーとファースト以外に、セカンド (3試合) とライト (1試合) の守りにも就いた。
2008年は、メジャーでは10試合の出場だったが、メジャー初本塁打を放ち、打率.176・1本塁打・1打点・OPS0.616という打撃成績を残した。守備面では、キャッチャーで9試合、ファーストで1試合で守りに就いた。マイナーでは、シラキュースで96試合に出場し、打率.222・3本塁打・41打点・2盗塁・OPS0.577という成績を記録。守備面では、60試合で捕手として守り、2失策・守備率.996・盗塁阻止率16%を記録。次いで31試合でファーストを守り、4失策・守備率.985を記録。更にはセカンドとサードの守備にも就いた。

### アスレティックス時代 (2009)
2009年3月27日に、オークランド・アスレティックスへ移籍した。しかし、同年はメジャー及びマイナーでの試合出場はなく、2010年4月8日にアスレティックスからリリースされた。
リリース後はメジャー、マイナーでの試合出場は記録されておらず、2020年2月の時点では2008年を最後に、試合出場がない状態が続いている。

## 選手としての特徴
ポジションは捕手で、一塁手としてのプレー経験もある。マイナー時代は二塁手・三塁手・外野手としてのプレー経験もある。